# Graziano Di Prima
Graziano Di Prima (Sicilia, 7 de mayo de 1994) es un bailarín de salón y coreógrafo italiano, más conocido por haber sido uno de los bailarines profesionales del programa de baile Strictly Come Dancing de la BBC.

## Primeros años
Di Prima nació en Sicilia, Italia el 7 de mayo de 1994. Tuvo un hermano gemelo que murió en el parto.

## Carrera

### Principios de carrera
Di Prima es campeón de baile latino italiano. También representó a Bélgica en los campeonatos mundiales y compitió en los campeonatos mundiales de baile latino sub-21. Se convirtió en profesional cuando se unió a la compañía de danza itinerante Burn the Floor en 2015.

### Strictly Come Dancing
En 2018, Di Prima ingresó como bailarín profesional en el programa de televisión británico Strictly Come Dancing desde la decimosexta temporada, teniendo como pareja a la presentadora Vick Hope, siendo la cuarta pareja eliminada y quedando en el duodécimo puesto. Al año siguiente regresó al programa como bailarín de refuerzo, permaneciendo en este rol durante dos temporadas. Retornó para la decimonovena temporada como uno de los bailarines principales y formó pareja con la comediante y panelista Judi Love, quedando en el décimo puesto al ser eliminados en la sexta semana. Fue emparejado con la actriz, cantante y presentadora Kym Marsh en la vigésima temporada, llegando hasta los cuartos de final y ubicándose en el sexto puesto. Para la vigesimoprimera temporada tuvo como pareja a la personalidad mediática y presentadora Zara McDermott, con quien se ubicó en el décimo puesto al ser la quinta pareja eliminada de la competencia. En 2024. se anunció en un principio su regresó para la vigesimosegunda temporada, pero posteriormente se informó su retiro del programa tras las acusaciones de mala conducta, principalmente hacia McDermott.
Di Prima también formó parte de varios especiales del programa. Entre sus participaciones estuvieron los especiales de Navidad de 2019 con la actriz Chizzy Akudolu; de 2021 con la cantante Anne-Marie, con quien ganó; y de 2023 con la presentadora Sally Nugent.
| Temporada | Pareja         | Puesto | Promedio |
| --------- | -------------- | ------ | -------- |
| 16        | Vick Hope      | 12.º   | 24.20    |
| 19        | Judi Love      | 10.º   | 24.40    |
| 20        | Kym Marsh      | 6.º    | 31.10    |
| 21        | Zara McDermott | 10.º   | 24.67    |

- Temporada 16 con Vick Hope

| Semana                                                                  | Baile / Canción                    | Puntajes de los jueces | Puntajes de los jueces | Puntajes de los jueces | Puntajes de los jueces | Resultado       |
| Semana                                                                  | Baile / Canción                    | C. R.                  | D. B.                  | S. B.                  | B. T.                  | Resultado       |
| ----------------------------------------------------------------------- | ---------------------------------- | ---------------------- | ---------------------- | ---------------------- | ---------------------- | --------------- |
| 1                                                                       | Jive / «Feel It Still»             | 3                      | 5                      | 4                      | 6                      | Sin eliminación |
| 2                                                                       | Vals / «Somewhere»                 | 7                      | 7                      | 6                      | 7                      | Salvados        |
| 3                                                                       | Salsa / «Take a Chance on Me»      | 6                      | 7                      | 7                      | 7                      | Salvados        |
| 4                                                                       | Quickstep / «You Can't Hurry Love» | 7                      | 7                      | 7                      | 8                      | Salvados        |
| 5                                                                       | Chachachá / «More than Friends»    | 4                      | 6                      | 4                      | 61                     | Eliminados      |
| 1Puntaje dado por el juez invitado Alfonso Ribeiro en lugar de Tonioli. |                                    |                        |                        |                        |                        |                 |

- Temporada 19 con Judi Love

| Semana                                                                          | Baile / Canción                         | Puntajes de los jueces | Puntajes de los jueces | Puntajes de los jueces | Puntajes de los jueces | Resultado       |
| Semana                                                                          | Baile / Canción                         | C. R.                  | M. M.                  | S. B.                  | A. D.                  | Resultado       |
| ------------------------------------------------------------------------------- | --------------------------------------- | ---------------------- | ---------------------- | ---------------------- | ---------------------- | --------------- |
| 1                                                                               | American smooth / «Chain of Fools»      | 6                      | 6                      | 6                      | 6                      | Sin eliminación |
| 2                                                                               | Samba / «Get Busy»                      | 6                      | 7                      | 6                      | 6                      | Salvados        |
| 3                                                                               | Charlestón / «When You're Good to Mama» | 4                      | 7                      | 7                      | 6                      | Dos últimos     |
| 4                                                                               | Vals / «Hero»                           | 4                      | 6                      | 7                      | 7                      | Dos últimos     |
| 5                                                                               | Chachachá / «Physical»                  | —                      | —                      | —                      | —                      | Exención1       |
| 6                                                                               | Chachachá / «Physical»                  | 4                      | 7                      | 7                      | 7                      | Eliminados      |
| 1Debido a que Love se contagió de COVID-19, se le dio a la pareja una exención. |                                         |                        |                        |                        |                        |                 |

- Temporada 20 con Kym Marsh

| Semana                                                                           | Baile / Canción                                          | Puntajes de los jueces | Puntajes de los jueces | Puntajes de los jueces | Puntajes de los jueces | Resultado       |
| Semana                                                                           | Baile / Canción                                          | C. R.                  | M. M.                  | S. B.                  | A. D.                  | Resultado       |
| -------------------------------------------------------------------------------- | -------------------------------------------------------- | ---------------------- | ---------------------- | ---------------------- | ---------------------- | --------------- |
| 1                                                                                | Jive / «Yes»                                             | 4                      | 6                      | 6                      | 7                      | Sin eliminación |
| 2                                                                                | Vals vienés / «Runaway»                                  | 6                      | 7                      | 7                      | 7                      | Salvados        |
| 3                                                                                | Charlestón / «If My Friends Could See Me Now»            | 7                      | 9                      | 8                      | 9                      | Salvados        |
| 4                                                                                | Samba / «Volare»                                         | 7                      | 8                      | 8                      | 9                      | Dos últimos     |
| 5                                                                                | Quickstep / «The Ballroom Blitz»                         | 7                      | 7                      | 6                      | 7                      | Salvados        |
| 6                                                                                | Rumba / «Frozen»                                         | 8                      | 8                      | 9                      | 9                      | Salvados        |
| 7                                                                                | Tango argentino / «Assassin's Tango»                     | 9                      | 9                      | 9                      | 10                     | Salvados        |
| 8                                                                                | American smooth / «Chasing Cars»                         | 8                      | 7                      | 8                      | 8                      | Salvados        |
| 9                                                                                | Pasodoble / «Only Girl (In the World)» & «We Found Love» | 8                      | 8                      | 8                      | 9                      | Salvados        |
| 10                                                                               | Urbano / «I Feel for You»                                | —                      | —                      | —                      | —                      | Exención1       |
| 11                                                                               | Chachachá / «Fame»                                       | 8                      | 9                      | 9                      | 8                      | Eliminados      |
| 1Debido a que Marsh se contagió de COVID-19, se le dio a la pareja una exención. |                                                          |                        |                        |                        |                        |                 |

- Temporada 21 con Zara McDermott

| Semana | Baile / Canción                                   | Puntajes de los jueces | Puntajes de los jueces | Puntajes de los jueces | Puntajes de los jueces | Resultado       |
| Semana | Baile / Canción                                   | C. R.                  | M. M.                  | S. B.                  | A. D.                  | Resultado       |
| ------ | ------------------------------------------------- | ---------------------- | ---------------------- | ---------------------- | ---------------------- | --------------- |
| 1      | Chachachá / «Crush»                               | 3                      | 6                      | 5                      | 5                      | Sin eliminación |
| 2      | Quickstep / «Anyone for You (Tiger Lily)»         | 6                      | 6                      | 5                      | 6                      | Salvados        |
| 3      | Pasodoble / «The Puss Suite»                      | 6                      | 6                      | 6                      | 7                      | Dos últimos     |
| 4      | Vals vienés / «You Don't Have to Say You Love Me» | 7                      | 7                      | 7                      | 7                      | Salvados        |
| 5      | American smooth / «Can't Fight the Moonlighte»    | 7                      | 7                      | 7                      | 7                      | Dos últimos     |
| 6      | Charlestón / «Jeepers Creepers»                   | 6                      | 6                      | 6                      | 7                      | Eliminados      |

### Otros proyectos
Di Prima ha aparecido en varios episodios del programa Strictly Come Dancing: It Takes Two de BBC Two. Es el actual poseedor del Récord Mundial Guinness por el mayor número de pasos de botafogo de la samba, realizando 90 pasos en 30 segundos en un desafío celebrado en diciembre de 2019. Este récord se consiguió en It Takes Two con la supervisión de Guinness World Records.
En 2024, formó parte del elenco de la película de Netflix, Paris Christmas Waltz.

## Vida personal
Di Prima empezó una relación en 2015 con su compañera de baile, Giada Lini, quien también estuvo de gira con Burn the Floor y bailó en algunos de los bailes grupales de Strictly en 2018. Él le propuso matrimonio durante una presentación de Burn the Floor en mayo de 2019. Se casaron en Sicilia en julio de 2022.